# HE 1327-2326
HE 1327-2326 (SPM3.2 4266486) es una estrella en la constelación de Hidra de magnitud aparente +13,15. Está a una distancia máxima de 4000 años luz del sistema solar. Descubierta en 2005, es la estrella conocida con menor abundancia relativa de hierro.
HE 1327-2326 es una estrella subgigante o de la secuencia principal, catalogada en la base de datos SIMBAD como estrella de carbono. La presencia de líneas CH en su espectro son características de una estrella CH.
HE 1327-2326, con una edad estimada de más de 12.000 millones de años, es la estrella conocida más antigua de la Vía Láctea.
Se piensa que esta reliquia cósmica puede estar en gran medida formada por elementos creados en el gas caliente que existió apenas 15 minutos después del Big Bang.
Es un miembro de la Población estelar II, con una relación entre hierro e hidrógeno ([Fe/H]) de -5,6. Dicho valor supone un contenido de hierro 300.000 veces menor que en el Sol. Su contenido de carbono, muy alto en relación con el de hierro, es aproximadamente una décima parte del solar, [C/H] = -1,0. Asimismo, tratándose de una estrella tan antigua, presenta una inesperada baja abundancia de litio y una sobreabundancia de estroncio. Una posible explicación es que HE1327-2326 sea un sistema binario; si la hipotética acompañante hubiera evolucionado antes, habría sintetizado metales más pesados —incluido el estroncio— que posteriormente, al deshacerse de sus capas exteriores, habrían contaminado a HE 1327-2326.